# Hakka

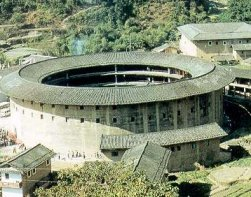
Fortaleza hakka en el Fujian.

Los hakka (en hakka: Hak-ngìn (客人) o Hak-kâ ngìn (客家人); en chino mandarín: kèjīarén o kèjiā; el sinograma tiene por significado: «familias invitadas») son un subgrupo bastante diferenciado de los han.

Sus antepasados se remontan a hace 1700 años en el norte de China pero las constantes migraciones hicieron que hoy en día se encuentren mayoritariamente en el sur.
Expulsados en olas sucesivas a partir del siglo III de sus asentamientos originales los hakka se establecieron principalmente (aunque de un modo bastante trashumante) como cultivadores en el sureste de China. Hoy viven predominantemente en las provincias de Guangdong, Jiangxi, Fujian, en la China Meridional donde han recibido su nombre actual. Existen también importantes colectivos hakkas en Hunan, Guizhou, el Guangxi y el Sichuan desde allí han pasado a Hainan y Taiwán. 
Entre 1851 y 1864 un hakka convertido al cristianismo llamado Hong Xiuquan (洪秀全) lideró la Rebelión Taiping.

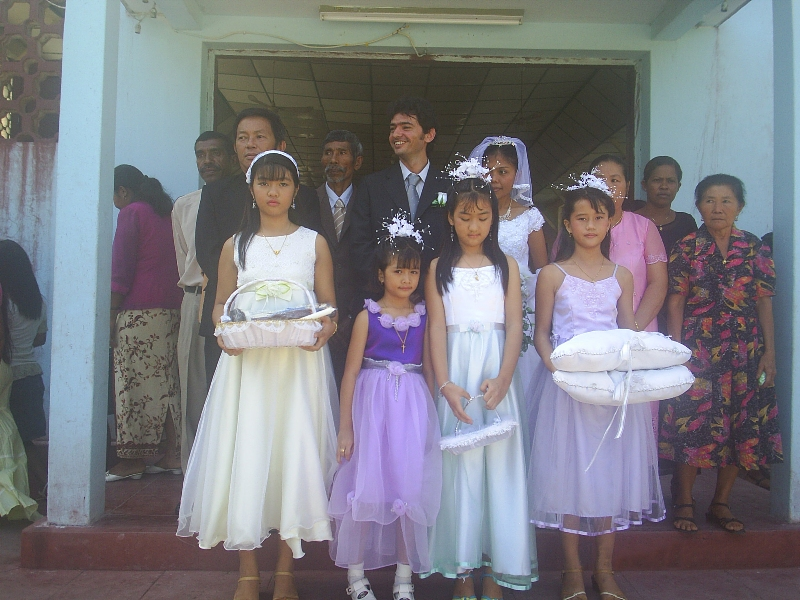
Familia hakka acriollada de Timor Oriental (año 2006).

En la actualidad, la mayor parte de los hakkas residen en las provincias chinas de Guangdong, Guangxi y Fujian. Además, una sexta parte de la población de Taiwán es de origen hakka, aunque muchas personas de esa etnia en la isla ya no dominan bien el dialecto. Se estima que alrededor de 60 millones de personas son de origen hakka, pero posiblemente solo unos 45 millones hablan en la actualidad un tipo de dialecto hakka, incluyendo grupos no chinos. Existe un adagio chino que reza: «Sin chinos, dejaría de existir el mundo; sin hakkas, dejaría de existir China», y describe en forma muy apropiada la realidad de los hakkas en China, ya que su presencia es omnipresente. 
La etnia es una especie de clan cerrado y tal vez ese hermetismo ha implicado el que sea poco comprendida. Actualmente en vez de etnia, sería quizás más adecuado decir que es un "estado de identidad". A lo largo de la historia, han ocurrido muchos casos de personas de otras etnias que han terminado integrando a los hakkas por convicción común. También ha existido a la inversa, personas hakkas que han perdido su identidad al rechazar u ignorar su ancestro étnico.
Entre los dialectos chinos del sur, es uno de los más conocidos en el exterior, debido precisamente a que los hakkas han sido emigrantes por excelencia de China, produciéndose olas migratorias desde fines de la dinastía Song. En la actualidad, constituyen poblaciones chinas mayoritarias dentro de las comunidades chinas en Malasia (principalmente en Sabah), Indonesia, Filipinas, Mauricio, Tailandia, Timor Oriental, Canadá (principalmente en Ontario), Estados Unidos (San Francisco, Nueva York, Hawái), Australia (especialmente en Melbourne, Brisbane, Sídney), Tahití, Isla Reunión; barrios de las principales ciudades de Argentina; así como en Jamaica, Trinidad y Tobago, Surinam, Costa Rica, Panamá y Perú.
Un ejemplo de flujo migratorio de los hakka es el de los que se han establecido recientemente en los Países Bajos:

Meizhou > Hong Kong > Indonesia (cuando era colonia neerlandesa) > Surinam (también cuando era colonia neerlandesa) > Países Bajos (principalmente las grandes ciudades de la región llamada Holanda) 
Muchos dirigentes tienen ancestros de etnia hakka, incluyendo, entre otros a los filipinos Ferdinand Marcos, Corazón Aquino, Taksin y el Rey Bhumiphol de Tailandia; y el primer gobernador general de Trinidad y Tobago, Solomon Hochoy.